# Joan Escilitzes
Joan Escilitzes (en llatí Ioannes Scylitzes o Scylitza, en grec Ἰωάννης Κουροπαλάτης ὁ Σκυλίτζης) fou un historiador romà d'Orient conegut també com a curopalata pel seu càrrec i igualment Tracesi i protovestiari (ό ποωτοβεστιάριος Ἰωάννης ὁ Θρακήσιος τὸ ἐπώνυμον) segurament per ser nadiu del tema dels Tracesis i ser després protovestiari a la cort. Després d'arribar a aquesta dignitat, va ser magnus drungarius vigiliarum (capità de la guàrdia) i finalment curopalata.
Va florir vers el 1081.

## Obres
Sinopsi d'històries

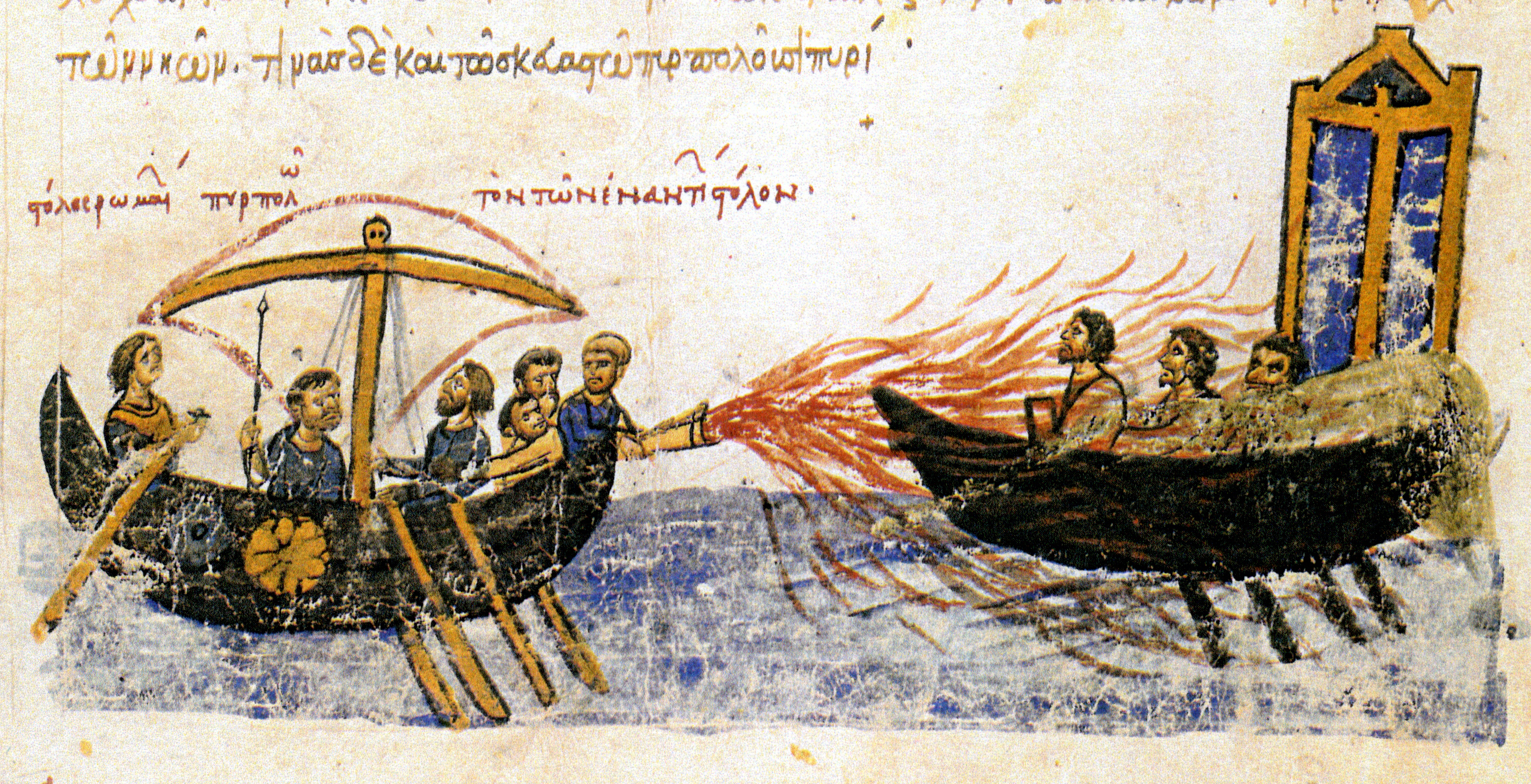
Il·lustració de la Sinopsi de Joan Escilitzes. La nota de la imatge diu:«La flota romana envia foc grec contra els enemics».

La seva obra principal fou Σύνοψις τῶν χρόνων ἀπὸ τῆς κτἰσεως κόσμου, Synopsis annorum a creatione mundi (881-1057), complementada amb la Skylitzes Continuatus pels darrers anys (1057-1080), coneguda globalment pel nom de Sinopsi d'històries.
Va publicar la seva gran obra històrica que arribava primer fins al 1057 i cobreix els regnats dels emperadors romans d'Orient des de la mort de Nicèfor I. Després va publicar un suplement que arribava fins al 1080, explicant l'abdicació de Miquel VI l'Estratiòtic. Una part (entre el 811 i el 1057) sembla idèntica a la història del seu contemporani Jordi Cedrè i no és clar quin dels dos autors va copiar a l'altre.
És possible que hagués fet alguns afegits abans de la seva mort vers el 1118.
El manuscrit Escilitzes de Madrid, el més famós de la Sinopsi d'històries, es va fer a Sicília al segle xii i actualment es conserva a la Biblioteca Nacional d'Espanya a Madrid. Conté 574 il·lustracions, i antigament en tenia més, ja que unes 100 s'han perdut. És l'única crònica il·luminada romana d'Orient en llengua grega que ha sobreviscut al pas dels anys.
Altres obres
- 2. Ὅσοι ἐν Βυσαντίψ ἐβασίλευσαν Χριστιανοἱ, Quod Byzantii imperium obtinuerunt Christiani.
- 3. Εισί οὖν ἀπὸ Ἀδὰμ ἕως τοῦ κατακλυσμοῦ κ. τ. λ., Ab Adamo igitur usque ad Diluvium fluxerunt anni.
- 4. Una llista dels reis de les deu tribus d'Israel.
- 5. Una llista dels grans sacerdots d'Israel, començant per Aaron.
- 6. Una llista dels patriarques de Jerusalem.
- 7. Una llista de bisbes (papes) de Roma, fins a Bonifaci II, al 530.
- 8. Una llista de bisbes i patriarques de Bizanci (Constantinoble) fins Esteve el 866
- 9. Una llista de patriarques d'Alexandria
- 10. Una llista de Patriarques d'Antioquia fins Anastasi el 593
- 11. Sobre l'Antic Testament.
- 12. Sobre el Nou Testament.
- 13. Llibres controvertits sobre l'antic Testament especialment l'Apocrypha (Llibres apòcrifs).
- 14. Llibres controvertits sobre el Nou Testament, incloent l'Apocalypsis Joannis, l'Apocalypsis Petri, Barnabae Epistola, i els Evangelium secundum Hebraeos.
- 15. Llibres espuris de l'Antic testament.
- 16. Llibres espuris del Nou Testament.
- 17. Joannis Scylitzae Varii Sermones Philosophici et Theologici, el primer dels quals és Ηερὶ κόσμου καὶ τῆς κα? αὐτὸν φύσεως, De Mundo et ejus Natura o Ejusdem quaedam Epistolae.[1]